# Gabriele Hinzmann
Gabriele Hinzmann, född den 31 maj 1947 i Schwerin, Tyskland, är en östtysk friidrottare inom diskuskastning.
Hon tog OS-brons i diskuskastning vid friidrottstävlingarna 1976 i Montréal.